# 赤色岩蕨
赤色岩蕨（学名：[Woodsia cinnamomea] 错误：{{Lang}}：文本有斜体标记（帮助）），为岩蕨科岩蕨属下的一个植物种。